# Піщане (Корочанський район)
Піщане (рос. Песчаное) — хутір у Корочанському районі Бєлгородської області Російської Федерації.
Населення становить 60 осіб. Входить до складу муніципального утворення Ломовське сільське поселення.

## Історія
Населений пункт розташований у східній частині української суцільної етнічної території — східній Слобожанщині.
Згідно із законом від 20 грудня 2004 року № 159 від 20 грудня 2004 року органом місцевого самоврядування є Ломовське сільське поселення.

## Населення
| 2002 | 2010 |
| ---- | ---- |
| 65   | ↘60  |